# Caposaldo gravimetrico
Un caposaldo gravimetrico è un punto sulla superficie terrestre di cui è sperimentalmente noto il valore assoluto di accelerazione di gravità.
Se corrisponde spazialmente a un caposaldo topografico, il valore di accelerazione di gravità può essere associato anche a altitudine, latitudine e longitudine.

## Determinazione dei capisaldi gravimetrici
La determinazione dei valori assoluti di accelerazione di gravità in singoli punti della superficie terrestre fu effettuata per la prima volta mediante pendoli da J.C. de Borda e G.D. Cassini nel 1792. Da allora sono stati impiegati nuovi strumenti, i gravimetri, sempre più precisi e meno laboriosi da utilizzare rispetto alle misure con pendoli, che però sono tuttora utilizzate per stabilire i capisaldi e per correlare le reti gravimetriche internazionali.

## Determinazione dei capisaldi gravimetrici in Italia
In Italia, l'Istituto Nazionale di Geofisica si prefiggeva di istituire delle reti fondamentali nei diversi campi della Geofisica, in particolare del magnetismo terrestre, dell'elettricità atmosferica, della sismologia, della gravimetria; pertanto si realizzò un programma per l'istituzione di stazioni di riferimento per le misure di gravità dove tale valore fosse noto con elevata accuratezza.
Tale rete doveva servire da base alla taratura dei gravimetri da utilizzare per le ricerche geofisiche.
Le misurazioni gravimetriche furono intraprese dal Morelli in diverse città italiane velocemente raggiungibili tramite collegamenti aerei o automobilistici, come ad esempio Milano, Roma, Padova, Napoli. Egli utilizzò i due gravimetri Worden n. 50 e 52, dopo aver innanzitutto rapportato il valore di accelerazione di gravità di Padova, selezionata come stazione nazionale di riferimento, con quello internazionale di Potsdam: per Padova l'accelerazione di gravità determinata era pari a gPadova = 9,8065855 m/s2.

## Utilizzo dei capisaldi gravimetrici
I capisaldi gravimetrici sono impiegati innanzitutto per la taratura dei gravimetri per la determinazione del valore di accelerazione di gravità in altri punti geografici ad essi prossimi.
Inoltre, la determinazione del gradiente orizzontale mediante la misurazione delle derivate parziali del campo gravitazionale permette, tramite confronto con i valori di accelerazione di gravità dell'ellissoide di riferimento terrestre, l'individuazione delle anomalie del campo stesso.
In tal maniera si può valutare l'effettiva variabilità del campo gravitazionale sulla superficie terrestre, permettendo di individuare tramite essa importanti indicazioni sulla natura del sottosuolo.
Pertanto l'analisi gravimetrica effettuata sui capisaldi gravimetrici permette:
- l'individuazione di giacimenti petroliferi;
- lo studio tettonico e geodinamico;
- lo studio di bacini sedimentari;
- l'esecuzione di indagini archeologiche;
- l'indagine sul rischio vulcanico[3];
- le misurazioni dello spessore dei ghiacci polari.